# Juan I de Bretaña

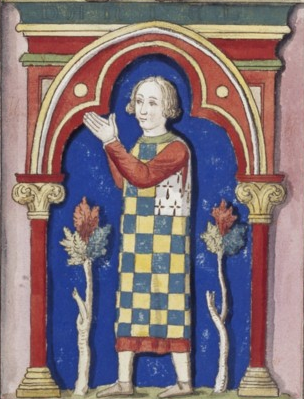
Juan I de Bretaña
(vitral de Nôtre-Dame de Chartres)

Juan I de Bretaña, conocido también como el Rojo (1217 - 1286) fue duque de Bretaña de 1237 a 1286. Era hijo de Pedro I Mauclerc y de Alicia de Thouars. En 1237 se casó con Blanca de Champaña, hija de Teobaldo IV de Champaña. Tuvo algunos conflictos con los obispos bretones, que incluso lo excomulgaron en 1257. Acompañó al rey de Francia Luis IX en la Octava Cruzada; y en 1239 incorporó al ducado el puerto de Brest. En general, fue una época de paz y prosperidad.